# 월과채

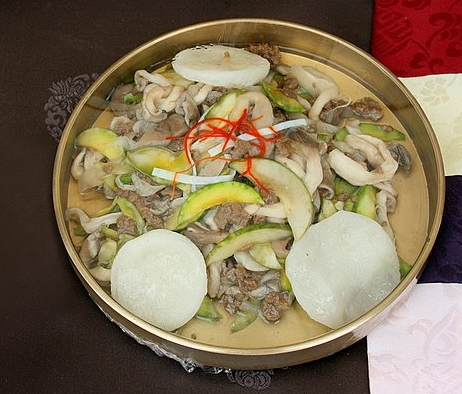
월과채

월과채(越瓜菜)는 한국의 궁중 음식 중 하나로, 월과로 만든 잡채의 일종이다. 현대에는 구하기 힘든 월과 대신 애호박을 흔히 쓴다.
호박, 쇠고기, 표고버섯, 찹쌀 부꾸미와 다른 채소가 주재료이다. 주재료를 채로 썬 뒤 갖은 양념을 하고 볶아서 조리한다. 간장, 식초, 참기름 등으로 양념을 한다.

## 같이 보기
- 잡채
- 탕평채